# Шаповалов Сергій Олександрович
Сергій Олександрович Шаповалов (нар. 19 березня 1957) — український радянський легкоатлет, який спеціалізувався у бігу на середні дистанції, призер чемпіонатів СРСР, рекордсмен України з естафетного бігу 4×800 метрів. Майстер спорту СРСР.
Закінчив Сумський машинобудівний технікум.
25 липня 1979 у складі збірної УРСР разом з Валерієм Лісковим, Віталієм Тищенком та Анатолієм Решетняком здобув «бронзу» в естафетному бігу 4×800 метрів на літній Спартакіаді народів СРСР, в межах якої визначались також призери чемпіонату СРСР. Час, показаний українським естафетним квартетом (7.13,1), став новим рекордом УРСР.